# Wojciech Król (immunolog)
Wojciech Stanisław Król (ur. 1956 w Siemianowicach Śląskich, zm. 10 maja 2016) – polski naukowiec, profesor dr hab. specjalizujący się w immunologii.

## Życiorys
Urodził się w 1956 w Siemianowicach Śląskich. Był absolwentem Wydziału Technologii i Inżynierii Chemicznej Politechniki Śląskiej w Gliwicach.
Rozprawę doktorską obronił na Uniwersytecie Śląskim 4 lipca 1989, habilitację uzyskał 19 listopada 1998 na Śląskiej Akademii Medycznej, zaś 10 października 2005 otrzymał z rąk Prezydenta Rzeczypospolitej Polskiej tytuł profesora nauk medycznych.
Był wieloletnim kierownikiem Katedry i Zakładu Mikrobiologii i Immunologii Śląskiego Uniwersytetu Medycznego w Katowicach, a także dziekanem i prorektorem tej uczelni. Zajmował się badaniami nad propolisem.
Zmarł 10 maja 2016.